# Ligue des officiers
La ligue des officiers est une organisation secrète militaire suisse née pendant la Seconde Guerre mondiale.

## Histoire
Fondée le 21 juin 1940 à Lucerne par plusieurs officiers, elle était destinée à contrecarrer le défaitisme et une éventuelle capitulation de la Suisse face au Troisième Reich, en particulier à la suite de la défaite militaire de la France. Concrètement leurs membres avaient décidé de refuser tout ordre de capitulation, en cas d'invasion par les troupes allemandes. Cet organe est aussi connu sous le nom de complot de Lucerne ou encore conjuration des officiers. L'inobservation du secret ne tarda pas à provoquer l'arrestation des conjurés. À la demande de la justice militaire, ils s'en sortirent avec des peines disciplinaires, en considération des motifs de conscience honorables qui les avaient incités à préparer une éventuelle mutinerie.
La ligue comptera jusqu'à 37 officiers qui seront loués pour leur patriotisme par le général Guisan dans son rapport au gouvernement rendu après la fin de la guerre.